# Autobahnkreuz Hamburg-Hafen
Das Autobahnkreuz Hamburg-Hafen ist ein im Bau befindliches Autobahnkreuz in der Hansestadt Hamburg. Es soll bei Verkehrsfreigabe die BAB 7 mit der BAB 26 verbinden. Diese ist (bei den ersten Relationen) im Jahr 2028 geplant.
Die BAB 7 wird im Kreuz auf 8 Fahrstreifen ausgebaut. Die BAB 26 soll über 4 Fahrstreifen verfügen. 
Es handelt sich um eine besondere Bauform, das Malteserkreuz mit einer indirekten Rampe. Bis zur Fertigstellung der BAB 26 in Richtung Lübeck/Autobahndreieck Hamburg-Süderelbe fungiert es als Dreieck (siehe Karte).